# Hedeoma hyssopifolia
Hedeoma hyssopifolia är en kransblommig växtart som beskrevs av Asa Gray. Hedeoma hyssopifolia ingår i släktet Hedeoma och familjen kransblommiga växter. Inga underarter finns listade i Catalogue of Life.